# Борейшово
Боре́йшово (біл. Барэйшава) — село в складі Оршанського району розташоване в Вітебської області Білорусі. Село підпорядковане Зубревіцькій сільській раді.
Веска Борейшово розташована на півночі Білорусі, у південній частині Вітебської області.